# ZaraZZaraz
zaraZZaraz – polski zespół rockowy z Mokotowa w Warszawie.

## Historia
Zespół powstał w 2015 roku. Jego założycielami są Michał Polak i Tomasz Jadacz, którzy są również autorami piosenek i tekstów. W 2017 wydał pierwszy minialbum "zaraZZaraz", na który składa się 6 piosenek.
zaraZZaraz jest m.in. zwycięzcą festiwalu RockPoint Otwock 2017, Festiwalu Katorga Płock 2018 oraz zagrał w Finale Ogólnopolskim polskiej edycji międzynarodowego Festiwalu Emergenza 2017/2018. Poza klasycznym koncertowaniem, zaraZZaraz regularnie grywa również jako zespół dopingujący w warszawskich biegach ulicznych, na wydarzeniach charytatywnych oraz podczas Finałów WOŚP.

## Muzycy
Obecny skład zespołu
- Michał "Vincent" Polak - gitara, śpiew (od 2015)
- Tomasz "Jad" Jadacz - gitara (od 2015)
- Michał "Burza" Burzyński - gitara basowa (od 2015)
- Tomasz "Młody" Sierpiński - perkusja (od 2015)

Byli członkowie zespołu
- Daniel "Rowin" Maksymiuk - śpiew (2015-2019)
- Igor Bieliński - gitara basowa (do 2015)